# Seregélyes
Seregélyes è un comune dell'Ungheria di 4.716 abitanti (dati 2001). È situato nella contea di Fejér.

## Gemellaggi
- Rivodutri